# グンナル・ラーション
カール・グンナル・ラーション（Karl Gunnar Larsson、1951年5月12日 - ）は、スウェーデン王国スコーネ地方マルメ出身のスウェーデン人男子競泳選手。1972年ミュンヘンオリンピックで200m個人メドレー・400m個人メドレーの二冠を達成した選手。

## 経歴

### 1968年メキシコオリンピック
17歳で初出場となったメキシコオリンピックでは5種目に出場。800mリレーでは8位入賞を果たしたが、他の4種目は予選落ちした。

### 1970年欧州水泳選手権
19歳で迎えた1970年欧州水泳選手権でラーションは400m自由形・200m個人メドレー・400m個人メドレーの三冠を達成し、200m自由形でも銀メダルを獲得する活躍を見せた。

### 1972年ミュンヘンオリンピック
欧州王者として臨んだ2回目のオリンピックでは400m自由形・200m個人メドレー・400m個人メドレー・400mメドレーリレー・800mリレーの5種目に出場した。200m個人メドレーでは予選で五輪新記録、決勝で世界新記録を出し、優勝。400m個人メドレーでは予選・決勝ともに五輪新記録を更新して、二冠を達成した。800mリレーでは4位入賞を果たし、他の2種目は予選落ちした。スウェーデン競泳史上五輪二冠は1920年アントワープオリンピックの200m平泳ぎ・400m平泳ぎ二冠のホーカン・マルムロット以来2人目で、ラーション以降2021年現在達成者はいない。

### 1973年世界選手権
第1回の世界水泳選手権でラーションは200m個人メドレーで初代王者となった。